# Грудинин, Павел Николаевич
Па́вел Никола́евич Груди́нин (род. 20 октября 1960, Москва, РСФСР, СССР) — российский политический и партийный деятель, предприниматель. Депутат Совета депутатов Ленинского городского округа Московской области от округа № 29 с 22 декабря 2019 года. Заслуженный работник сельского хозяйства Российской Федерации (2001).
Кандидат на пост президента Российской Федерации на выборах 2018 года, занял второе место с результатом 11,77 % голосов (8,66 млн избирателей). Директор ЗАО «Совхоз имени Ленина» в Московской области.
Депутат Московской областной думы (1997—2011), председатель Совета депутатов Видного (2017—2019).

## Происхождение
Павел Николаевич Грудинин родился 20 октября 1960 года в Москве. Через год его родители, имеющие сельскохозяйственное образование, переехали в Ленинский район Московской области.
Родители отца родом с Вологодчины. Мать — Серафима Зиновьевна Пищик. Родители матери: Екатерина Сергеевна и Зиновий Давыдович Пищик. Дед родился в 1907 году в г. Клинцы. Старший лейтенант, политрук, член ВКП(б) с 1931 года, во время Великой Отечественной войны был командиром танка Т-34 в составе 79-й танковой бригады 19-го танкового корпуса. Пропал без вести в декабре 1944 года на 2-м Прибалтийском фронте.

## Образование
После окончания школы в 1977 году поступил на инженерно-экономический факультет Московского института инженеров сельскохозяйственного производства (МИИСП), который окончил в 1982 году по специальности «инженер-механик».
Срочную службу не проходил, является офицером запаса.
В 2001 году получил второе высшее образование — заочно окончил Российскую академию государственной службы при Президенте РФ по специальности «юриспруденция».

## Совхоз имени Ленина
Начал свою трудовую деятельность в должности инженера-механика на государственном предприятии — в совхозе имени В. И. Ленина в Ленинском районе Московской области, где уже работали члены его семьи. С 1982 года по 1989 год занимал должность заведующего механическими мастерскими этого совхоза. В 1990 году был избран заместителем директора совхоза по коммерческим вопросам, а после преобразования государственного предприятия в акционерное общество в 1995 году — директором ЗАО «Совхоз имени Ленина». Является владельцем 42,8 % акций ЗАО «Совхоз имени Ленина».

## Политическая деятельность
На состоявшихся 14 декабря 1997 года выборах в Московскую областную думу II созыва Павел Грудинин был избран по одномандатному избирательному округу № 2 (город Видное, Ленинский район, Московская область). Занимал должность заместителя председателя комитета по бюджету, финансовой и налоговой политике.
По собственным словам, в 1999 году вступил в партию «Единство».
В 2000 году был одним из доверенных лиц Владимира Путина на президентских выборах.
В 2001 году Павел Грудинин был выдвинут избирателями кандидатом в депутаты в Московскую областную думу III созыва. Однако выборы 16 декабря 2001 года в округе не состоялись, так как был зарегистрирован единственный кандидат. В соответствии с избирательным законодательством, выборы были перенесены на более поздний срок. На повторных выборах, состоявшихся 8 сентября 2002 года, Павел Грудинин был избран в одномандатном избирательном округе № 2, получив 44,76 % голосов избирателей.
В 2007—2011 годах — депутат Московской областной думы IV созыва, пройдя по списку партии «Единая Россия». Занимал должность заместителя председателя комитета по экономической и инновационной политике.
В 2010 году Грудинин пытался баллотироваться на пост главы Ленинского района Московской области в качестве самовыдвиженца. Однако избирком отказал ему в регистрации из-за нарушений, обнаруженных в подписных листах кандидата.
В 2010 году вышел из «Единой России».
В 2011 году был выдвинут на выборах в Московскую областную думу V созыва от КПРФ по списку партии, возглавляя региональную группу № 9, и по Ленинскому одномандатному округу № 9. 31 октября 2011 года, за месяц до выборов, в журнале «Русский репортёр» вышла статья про совхоз имени Ленина и его главу Павла Грудинина под названием «Палниколаич имени Ленина», и в ней в основном говорилось о бизнесе Грудинина — «2000 гектаров золотой подмосковной земли, где вопреки всем законам рынка до сих пор реально ведётся сельское хозяйство». Конкуренты Грудинина из «Единой России» обратились в Московский областной суд, который в ноябре 2011 года усмотрел в интервью признаки экстремизма и отменил регистрацию кандидата. Это решение по регистрации было отменено лишь несколько лет спустя Верховным судом РФ. В декабре 2012 года Савёловский районный суд Москвы признал искажения смысла фрагментов интервью и слов интервьюируемого, однако сохранялся временный запрет Павла Грудинина на участие в качестве кандидата на выборные должности, в связи с чем ему было отказано в регистрации в 2013 году на выборах в Совет депутатов Ленинского муниципального района VI созыва по одномандатному округу № 14.
18 сентября 2016 года Грудинин баллотировался в Государственную думу РФ VII созыва от КПРФ по партийному списку (девятый номер в региональной группе № 27, Московская область) и по Люберецкому одномандатному округу № 121 (Московская область), однако не прошёл по итогам распределения депутатских мандатов. В одномандатном округе занял второе место (13,14 %). С 2017 года — председатель Совета депутатов городского поселения Видное, был избран не как участник списка КПРФ.
14 февраля 2019 года Грудинин лишился поста председателя совета депутатов подмосковного Видного. За его снятие проголосовали 12 из 20 депутатов. «Депутаты устали, объединились и решили выбрать другой вектор, как мы считаем, более рациональный и правильный для города», — сказал один из депутатов. Политолог Олег Матвейчев отмечает, что «депутаты КПРФ и многие коммунисты голосовали против Грудинина, потому что сочли, что он дискредитирует коммунистическую партию».
26 февраля 2019 года депутаты городского поселения Видное проголосовали за то, чтобы лишить Грудинина депутатского мандата. Основанием стало представление Видновской городской прокуратуры, которая усмотрела нарушение в налоговой декларации, где Грудинин не указал наличие у него офшора.
14 марта 2019 года президиум ЦК КПРФ принял решение передать Грудинину мандат в Государственной думе умершего 1 марта учёного-физика, нобелевского лауреата Жореса Алфёрова.
Данное решение вызвало неоднозначную реакцию в политических кругах. Координатор «Левого фронта» Сергей Удальцов приветствовал передачу мандата Алфёрова Грудинину; лидер движения «Новороссия» Игорь Стрелков крайне негативно оценил этот шаг. В свою очередь, политолог Олег Матвейчев критически отметил, что данное решение иллюстрирует негативную эволюцию КПРФ от нобелевского лауреата до «жулика-капиталиста».
21 марта 2019 года Центризбирком отказал Грудинину в передаче мандата депутата Госдумы. Причиной стали найденные в ходе предвыборной кампании 2018 года иностранные счета Грудинина. По логике ЦИКа, включённый в предвыборный список на выборах 2016 года Грудинин уже имел эти счета, на наличие которых тогда никто не обратил внимание. Это первый случай в истории, когда ЦИК отказала выдвинутому партией кандидату. В то же время после регистрации федерального списка КПРФ снять кандидата можно только решением Верховного суда, а возможность применения подобной процедуры после выборов остаётся под вопросом. Данное решение вызвало негативную реакцию у президиума КПРФ, 23 марта по стране состоялись протестные акции коммунистов, одной из целей которых была поддержка Грудинина.
В дальнейшем Центральная избирательная комиссия передала мандат депутата Госдумы лидеру красноярского отделения КПРФ Петру Медведеву, который решил от него отказаться. Следующим претендентом стал бизнесмен Михаил Берулава. При этом в ЦИК пояснили, что Грудинину мандат достанется только при условии, если от него откажутся 139 человек, идущих перед ним в списке кандидатов от КПРФ. 10 апреля 2019 года Центризбирком на своём заседании передал вакантный мандат Жореса Алфёрова экс-депутату Госдумы Михаилу Берулаве; решение было принято единогласно. Отметим, что Берулава является не только известным учёным, но и весьма состоятельным предпринимателем.

ЦИК исключил Павла Грудинина из списка кандидатов КПРФ на выборах в Госдуму в 2021 году. ЦИК сделал это на основании заявлений его бывшей жены Ирины, а также данных Генпрокуратуры о том, что у него есть доля акции компании Bontro Ltd., зарегистрированной в Белизе. По словам самого Грудинина, с апреля 2017 года не владеет акциями компании Bontro, а сама фирма и вовсе закрылась в 2019 году.
«Никаких счетов, никаких активов за рубежом с момента выдвижения меня кандидатом в президенты и до регистрации [кандидатом в депутаты] у меня нет, не было и не будет», — заявил политик на заседании ЦИК. По его словам, в документах, предоставленных Генпрокуратурой, нет никаких подтверждений, что он владеет акциями: «ни одной печати, ни одного апостиля, ни одной подписи директора, регистратора» — сказал Грудинин.
КПРФ обжаловала в Верховном суде исключение Павла Грудинина из предвыборных списков, КПРФ и Грудинин просили Верховный суд признать постановление ЦИК незаконным и отменить его, но получили отрицательное решение.

## Участие в президентских выборах 2018 года
На протяжении полугода между КПРФ и Постоянно действующим совещанием Национально-патриотических сил России велись переговоры о выдвижении единого кандидата на предстоящих президентских выборах.
ПДС НПСР предложило пятёрку кандидатов в кандидаты на пост президента страны. По результатам интернет-праймериз по определению единого кандидата в президенты России от левых сил, проведённого по инициативе координатора «Левого фронта» Сергея Удальцова, во втором туре голосования Грудинин одержал победу, опередив Юрия Болдырева (другими кандидатами были Сергей Глазьев, Захар Прилепин, Валерий Рашкин, Константин Сёмин, Сергей Шаргунов, Михаил Попов, Борис Кагарлицкий, Максим Шевченко).
22 декабря 2017 года II съезд Национально-патриотических сил России выдвинул Юрия Болдырева кандидатом на пост Президента России, а Павла Грудинина — на пост Председателя Правительства. 23 декабря 2017 года, по итогам тайного голосования, Грудинин выдвинут кандидатом на пост президента России от КПРФ (303 делегата съезда проголосовали «за» и 11 — «против»). Само решение стало неожиданным для самих партийцев. Лидер КПРФ Геннадий Зюганов лично предложил кандидатуру Грудинина, которая была единогласно поддержана ЦК КПРФ, и возглавил его предвыборный штаб. На президентские выборы Павел Грудинин идёт с программой «20 шагов».
В ходе выборов КПРФ в письме к президенту РФ Владимиру Путину, главе ЦИК Элле Памфиловой и дирекциям «Первого канала» и телеканала «Россия-1» обвинила последние СМИ в «шельмовании» и «контрпропаганде» против своего кандидата. Накануне в эфире этих телеканалов вышли критические материалы о декларации Грудинина, также его персоне посвятил целую серию статей сайт Life. Согласно вышедшему в декабре 2023 года расследованию издания «Проект», провластный фонд ЭИСИ в 2018 году заключил договора об оказании «экспертных и консультационных услуг», а также «подготовку докладов и аналитики» с рядом политологов, которые весной 2018 года активно критиковали Грудинина (среди них — Евгений Минченко, Олег Матвейчев, Анна Федорова, Дмитрий Гусев, Алексей Мартынов, Вячеслав Смирнов, Павел Данилин, Аббас Галямов)
По данным «Медиалогии», за период с 4 декабря 2017 по 25 января 2018 года Грудинин занимал четвёртое место по упоминанию на федеральных телеканалах среди кандидатов (253 сюжета), и первое место по негативным упоминаниям (11 сюжетов). Согласно исследованию движения «Голос», о кандидате от КПРФ телеканалы говорили 20 % всего посвящённого президентским выборам времени, причём 77 % заняли негативные комментарии (в то время как о Владимире Путине негативных упоминаний не было вообще, а из посвящённых ему сюжетов 59 % были положительными). По версии КПРФ, нападки СМИ начались по команде администрации Президента России после проведённого в конце декабря опроса слушателей ведущим радиостанции Вести ФМ Владимиром Соловьёвым об их предпочтениях на будущих выборах, закончившегося следующим результатом: Владимир Путин — 50 %, Павел Грудинин — 45 %, Жириновский — 5 %. По мнению политолога Аббаса Галлямова, размещение компромата стало следствием поддержки Павла Грудинина электоратом Владимира Путина.
Вскоре после выдвижения Грудинин стал активным участником телепередач на главных федеральных телеканалах — «Первый канал» («Время покажет»), «Россия-1» («60 минут» и «Вечер с Владимиром Соловьёвым»), где впервые провёл дебаты с одним из своих соперников в президентской гонке Владимиром Жириновским.
12 января 2018 года ЦИК России официально зарегистрировал Павла Грудинина в качестве кандидата на должность Президента Российской Федерации.
19 января Грудинин начал поездки по регионам, он планировал посетить 10—15 субъектов Федерации во всех федеральных округах.
Согласно опросу ФОМ от 14 января 2018 года, из знавших о Грудинине 34 % опрошенных 15 % относилось к нему положительно, 3 % — отрицательно. В опросе от 21 января положительно относилось 11 %, отрицательно — 6 %. Согласно опросу Центра исследований политической культуры России (ЦИПКР) (аналитическая организация КПРФ) от 25 января 2018 года, 11 % от всех опрошенных проголосовали бы за Грудинина на президентских выборах, если бы выборы «состоялись завтра».
На выборах президента Российской Федерации 18 марта 2018 года Грудинин занял 2-е место после Владимира Путина с результатом 11,77 % голосов — 8,66 млн избирателей.

## Сведения о доходах
Выручка от продаж ЗАО «Совхоз им. Ленина», по данным Главного межрегионального центра Росстата, в 2014—2015 годах составила более 2,3 млрд рублей. По данным СПАРК, в 2014—2017 годах сумма госконтрактов выросла более чем в 16 раз — с 3,6 млн до 57,9 млн рублей.
По сведениям ЦИК России, доходы Грудинина за 6 лет, предшествующих году назначения президентских выборов, составили более 157 млн рублей, на счетах у него находится почти 6 млн рублей. Также, 12 января 2018 года ЦИК России сообщил, что кандидат в президенты от КПРФ Павел Грудинин избавился от нескольких счетов и от ценных бумаг в иностранных банках. Когда в 2016 году Грудинин баллотировался в депутаты Госдумы и Мособлдумы, о своих активах в иностранных банках он не сообщал. В КПРФ пояснили, что у Грудинина на зарубежных счетах, открытых в период с января по декабрь 2017 года для лечения родственников, было 37 млн рублей, а не 7,5 млрд рублей, о чём ранее сообщили некоторые СМИ.
2 февраля 2018 года заместитель председателя Центризбиркома Николай Булаев заявил, что в ЦИКе нет данных, подтверждающих закрытие Грудининым двух счетов в банках Швейцарии и двух счетов в банках Австрии. 8 февраля 2018 года глава Центризбиркома Элла Памфилова, отвечая на вопрос журналистов, проинформировала, что ЦИК располагает заявлением Павла Грудинина о том, что он закрыл все свои зарубежные счета.
5 марта 2018 года член Центризбиркома Александр Кинёв сообщил, что ЦИК не имеет информации о закрытии Грудининым в общей сложности 13 счетов в швейцарских банках. По словам другого члена Центризбиркома Николая Левичева, общая сумма активов на дополнительно выявленных ЦИК 11 швейцарских счетах Павла Грудинина — около 55 миллионов рублей. Зампредседателя ЦИК Николай Булаев уточнил, что информация об упомянутых дополнительно выявленных ЦИК счетах актуальна по состоянию на 31 декабря 2017 года, что по закону ещё не может повлечь снятие кандидата с президентских выборов. Документы, полученные Центризбиркомом от Федеральной налоговой службы России, общественности представлены не были. На заседании ЦИК 7 марта 2018 года было сообщено, что сведения о незадекларированных счетах будут добавлены к данным о кандидате на информационном плакате, размещаемом на избирательных участках.
6 марта 2018 года Грудинин назвал информацию информационным вбросом, отметил, что подобная информация в СМИ является «очередной попыткой устроить сенсацию на пустом месте»; он категорически отказался на основании этого компромата сниматься с выборов.
По сообщениям СМИ, сын Павла Грудинина Антон со своей женой Алевтиной осенью 2017 года приобрели дом стоимостью 54,5 млн рублей на берегу Средиземного моря в испанском городе Салоу (Каталония). Грудинин подтвердил приобретение дома своим сыном и невесткой. В КПРФ отметили, что данного объекта недвижимости нет в декларации Грудинина, поскольку ни сам Павел Николаевич, ни его супруга, ни его несовершеннолетние дети не являются его владельцами.

## Дело об отчуждении колхозных земель
В 2018 году акционеры «Совхоза им. Ленина» судились с Грудининым, требуя признать недействительной сделку об отчуждении колхозных земель в пользу компании «ТТ девелопмент». Иск был подан 12 февраля 2018 года группой его акционеров Совхоза имени Ленина — Иваном Маркиным, Ольгой Маркиной и Тамарой Маркиной, которым принадлежит крупнейший, по данным РБК, среди миноритарных акционеров пакет в 0,45 % (размер пакета подтвердил и представитель предвыборного штаба Грудинина). Споры между Грудининым и Маркиными уже были и ранее. В ноябре 2006 года следственное управление при УВД Ленинского района Московской области возбудило уголовное дело по факту подделки подписей в учредительных документах ЗАО «Совхоз имени Ленина». В частности, речь шла о подписях Тамары Маркиной и Ольги Маркиной. Однако в 2013 году дело было закрыто за истечением сроков давности. В феврале 2007 года ЗАО «Совхоз имени Ленина» подал иск против Тамары Маркиной, чтобы исключить её из состава учредителей ЗАО, но в удовлетворении иска было отказано, следует из картотеки арбитражных дел. Также среди истцов в карточке дела указано само ЗАО «Совхоз им Ленина». Его присутствие среди истцов ответчики по иску пока не пояснили. Ответчиками по делу, помимо компании «ТТ Девелопмент» и Грудинина также значатся Алексей Терещенко, Илья Пименов, Александр Фёдоров, Николай Свиридовский и Игорь Чикин. Сделка была проведена ещё в августе 2008 года, но простые акционеры узнали об этом только десять лет спустя, из публикаций в СМИ. Речь идёт о земельных участках площадью 1,26 и 17,2 га (их кадастровый номер указан в материалах дела). По данным Единого Государственного реестра недвижимости, в 2015 году больший участок был разделён на два, один из которых (9 га) спустя год был продан шведскому ретейлеру IKEA за 1,6 млрд руб. Представитель IKEA в России сообщил РБК, что компания «не является участником данного спора и каких-либо претензий по поводу участка не получала». В марте 2018 года суд признал требования акционеров о возврате в собственность ЗАО двух земельных участков стоимостью более 1 миллиарда рублей справедливыми. Юрист «Совхоза имени Ленина» Светлана Смирнова назвала решение суда «нарушением норм процессуального права» и сообщила о планах по его обжалованию. Представитель «Совхоза» утверждает, что сроки исковой давности для заявления акционерами их требований истекли 1 июля 2010 года. Дело может иметь политическую направленность, считает она. По следам этого решения в октябре 2018 года бывшие работники колхоза подали иск о взыскании с Грудинина 1,1 млрд рублей. В январе 2019 года сумма иска возросла до 2,1 млрд рублей.

## Семья и личная жизнь
В 1980 году Грудинин женился на ровеснице Ирине Игоревне Антиповой (род. 22.12.1960), взявшей его фамилию. В 1982 году у пары родился сын Артём, в 1988 году — сын Антон. Как и муж, Грудинина окончила МГАУ. Согласно документам, поданным при регистрации кандидатом в президенты в 2018 году, Ирина Грудинина — генеральный директор и учредитель салона красоты ООО «Таир». За предшествующие шесть лет заработала 2,6 миллиона рублей, ей принадлежали две квартиры в Москве и Московской области, два легковых автомобиля марки «Lexus». В 2018 году супруги развелись. Грудинин утверждал, что фактически семья распалась за девять лет до этого, однако Ирина Грудинина отказывала в разводе.
Гражданская жена Грудинина — Ксения Кутюхина, у пары двое  детей.
Грудинин проживал на территории ЗАО «Совхоз имени Ленина» в одном многоквартирном доме со своими работниками.
По вероисповеданию является православным, при этом считает, что «не дело Русской православной церкви влезать в мирские дела», а также что каждый из высших иерархов, будучи монахом, «должен отказаться от всего: он не должен думать о своих машинах, о своих квартирах, он должен думать о Боге и о том, как сделать свою паству лучше».
23 апреля 2019 года Видновский городской суд Московской области удовлетворил иск Ирины Грудининой, присудив ей две трети совместно нажитого имущества. Речь идёт о банковских счетах и ценных бумагах, включая акции «Совхоза имени Ленина». Вскоре выяснилось, что у Грудининой подписано соглашение о продаже 42 % акций совхоза, которые она должна получить в результате бракоразводного процесса, бизнесмену Владимиру Палихате, который и представлял её в суде. Грудинин, заявив о попытке рейдерского захвата, попытался перерегистрировать «Совхоз им. Ленина» из Подмосковья в Москву, однако соответствующие ведомства не дали ему это сделать из-за допущенных нарушений.
Как заявил адвокат Ирины Грудининой, бизнесмен пытается увести активы, чтобы избежать выплат, определённых судом. Для этого Грудинин использует несуществующие долговые обязательства. Согласно точке зрения КПРФ, этот судебный иск стал попыткой рейдерского захвата после президентских выборов в 2018 года.
Старший сын Артём в 2006 году окончил Российский университет дружбы народов, в 2009 году баллотировался в депутаты сельского поселения Развилка, женат на рижанке Наталье Циркиной (1985 г. р.), выпускнице Балтийской международной академии. Внучка София (2013), внук Максим (2011).
Младший сын Антон также окончил Российский университет дружбы народов, работает в ЗАО «Совхоз имени Ленина» начальником отдела аренды, женат на Алевтине Грудининой (Гошкодер, род. 1988).

## Участие в профессиональных сообществах
Грудинин занимает ряд общественных должностей — является членом экспертного совета при Правительстве Российской Федерации, заместителем председателя Комитета по развитию агропромышленного комплекса Торгово-промышленной палаты Российской Федерации, сопредседателем Общероссийского общественного движения Национально-патриотических сил России.
Является экспертом Московского экономического форума.

## Награды
Государственные награды
- Медаль «В память 850-летия Москвы» (1997).
- Благодарность Президента Российской Федерации (2000)[11].
- Заслуженный работник сельского хозяйства Российской Федерации (2001)[11].

Ведомственные награды
- Юбилейный нагрудный знак Московской областной думы «20 лет Московской областной думе» (14 ноября 2013)[94]

Профессиональное признание
- ЗАО «Совхоз имени Ленина» значится среди 300 лучших сельхозпредприятий России, а Грудинин с 2002 года входит в рейтинг «ТОП-1000 российских менеджеров»[95].
- Победитель конкурса «Менеджер года-2005» в номинации «сельское хозяйство» (2005)[11].
- Лауреат национальной премии «Лучший руководитель года 2010» (2010)[11].